# Fran Llorente
Francisco Javier Llorente Campos más conocido como Fran Llorente (Madrid, 22 de octubre de 1966) es un periodista español.

## Biografía
Es licenciado en Ciencias de la información, rama de Periodismo, por la Facultad de Ciencias de la Información de la Universidad Complutense de Madrid en 1989 y en 1988 por medio de una beca de formación se incorpora a Televisión Española como becario en prácticas de los Telediarios y posteriormente es redactor del programa La tarde. En 1989 pasa al diario El Mundo como redactor colaborador de la sección de Sociedad y en el suplemento Campus. 
Después de seis meses en El Mundo, regresa a TVE en 1990 y pasa a ocupar el cargo de jefe adjunto del área de Cultura de los Servicios Informativos de Televisión Española. 
En 1994 se embarca en un nuevo proyecto de la cadena,  La 2 noticias, un informativo centrado en cuestiones que habitualmente escapan de los más institucionalizados Telediarios: Menos información política y más temas relacionados con la cultura, espectáculos, ecología o asuntos sociales y humanos. En 2001 recibe, junto con Lorenzo Milá, el Premio Agustín Merello de Comunicación de la Asociación de la Prensa de Cádiz. Edita el informativo hasta 2004 y tras la marcha de Lorenzo Milá también lo presenta entre el 4 de agosto de 2003 y el 26 de abril de 2004. Durante diez años el informativo obtuvo más de 50 galardones, entre ellos varios de la Academia de Televisión y de las Ciencias y Artes del Audiovisual de España, Premios Ondas y TP de Oro.
El 27 de abril de 2004, Carmen Caffarel, directora general de RTVE, lo nombra director de los Servicios Informativos de TVE en sustitución de Alfredo Urdaci, tras el rechazo de Lorenzo Milá. Sus objetivos declarados en aquel momento fueron "la independencia, pluralidad y la credibilidad" de los Servicios Informativos de TVE y se renovaron rostros, cabeceras y diseños. Su antiguo compañero en La 2 noticias, Lorenzo Milá se puso al frente del Telediario 2  y Pepa Bueno sustituyó a Luis Mariñas en Los desayunos de TVE.
Bajo su dirección, puso en marcha formatos novedosos en televisión con participación de la ciudadanía, como Tengo una pregunta para usted (Premio Ondas al mejor programa de televisión), del que ha sido director y por donde pasaron entre otros invitados, Mariano Rajoy y José Luis Rodríguez Zapatero y espacios de análisis y debate como 59 segundos o en 2012, El debate de La 1. 
En los ocho años que dirigió los Servicios Informativos de TVE, los Telediarios fueron líderes de audiencia desde septiembre de 2007 a enero de 2013 y los programas y profesionales del área recibieron más de 200 premios, entre ellos varios galardones concedidos por la Academia de Televisión y de las Ciencias y Artes del Audiovisual de España, diversos Premios Ondas y TP de Oro en sus diferentes modalidades. En 2009 el Telediario 2 obtuvo el premio internacional TV News Awards de Media Tenor, siendo en 2010 y 2011 el segundo y mejor tercer informativo del mundo y en 2011 ganó el Global Media Peace Award, por la cobertura de los conflictos internacionales. En 2011, los Servicios Informativos de TVE en su conjunto fueron reconocidos con el Premio Ondas y con el Premio Nacional de Televisión y en 2012, Fran Llorente fue distinguido con el premio Javier Bueno, concedido por la Asociación de la Prensa de Madrid por su trabajo al frente de los Servicios Informativos de TVE, el premio Vázquez Montalbán, otorgado por el Colegio de Periodistas de Catalunya "como referente de calidad, independencia y profesionalidad en el ámbito de los informativos televisivos" y el premio a la Libertad de Prensa de la Universidad de Málaga, a propuesta de la Cátedra Unesco de Comunicación.
Tras la victoria del Partido Popular en las elecciones de noviembre de 2011, fue nombrado presidente de RTVE Leopoldo González-Echenique el 29 de junio de 2012. Ese mismo día fue cesado como director de los Servicios Informativos de TVE. Entre agosto de 2012 y agosto de 2018 pasó a trabajar en las áreas de I+D y Nuevos Proyectos de Televisión Española, desde donde creó y codirigió junto a Santiago Tabernero, Torres y Reyes y Alaska y Coronas y lanzó nuevos proyectos de innovación como el episodio de El Ministerio del Tiempo en realidad virtual. 
En julio de 2018, se le ofreció hasta en siete ocasiones la presidencia de la Corporación RTVE y el regreso a la dirección de los Servicios Informativos de TVE, declinando ambos cargos. Entre el 24 de agosto de 2018 y el 31 de mayo de 2021 fue director de Proyectos y Estrategia de RTVE en el equipo de Rosa María Mateo y desde el 1 de junio al 31 de agosto de 2021 fue director de Contenidos Digitales de RTVE y desde el 1 de septiembre al 23 de noviembre de 2021 es director de RTVE Play. En tres años y tres meses bajo su dirección, se produce el crecimiento de RTVE Digital, el canal digital joven Playz y el LAB RTVE, que en este tiempo son reconocidos con cerca de medio centenar de premios nacionales e internacionales, entre ellos dos Premios Rey de España de Periodismo y tres Premios Ondas.
Desde diciembre de 2021 y tras 30 años en RTVE, pide una excedencia voluntaria a la empresa y pasa a ser director del Área de Vídeo de Prisa Media.